# تیم ملی فوتبال زیر ۲۱ سال رومانی
تیم ملی فوتبال زیر ۲۱ سال رومانی (انگلیسی: Romania national under-21 football team) یا تیم ملی فوتبال جوانان رومانی، نماینده کشور رومانی در مسابقات فوتبال جوانان اروپا و جهان است که زیر نظر فدراسیون فوتبال رومانی فعالیت می‌کند.